# Retrospelsmässan

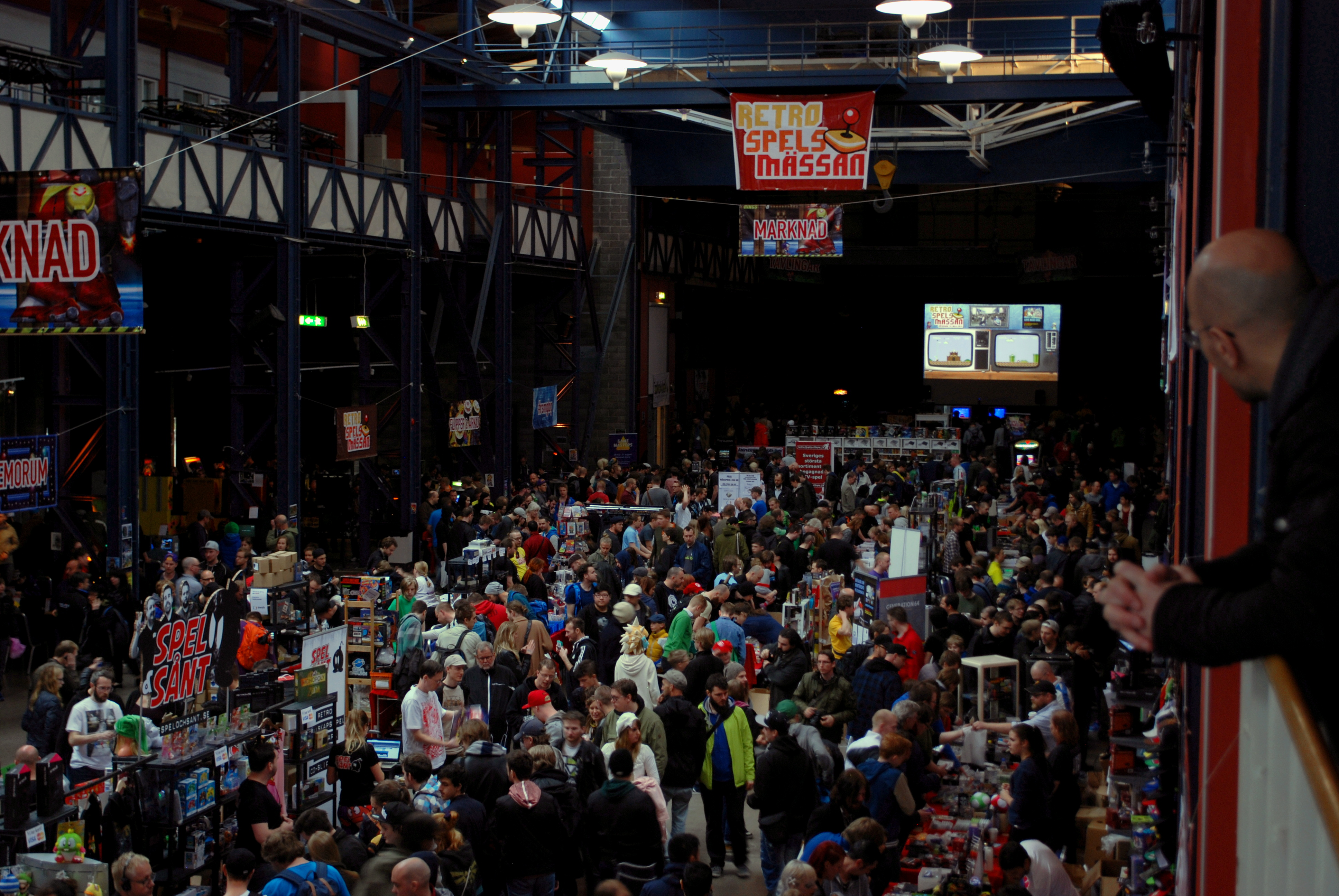
Retrospelsmässan i Eriksbergshallen, 2015

Retrospelsmässan är ett årligt återkommande evenemang i Göteborg. Mässan hade premiär 2010 och har sedan dess återkommit varje år utom 2016 som blev inställt.
Grundtanken med mässan är att besökarna ska kunna prova så mycket som möjligt av det som funnits i spelväg från 1970-talet fram till och med 1990-talet. Dessutom ska man kunna köpa retrospel i marknadsdelen. 
På Retrospelsmässan arrangeras även tävlingar i cosplay och i retrospel. Bland annat är det varje år en tävling i spelet Super Mario Bros. på NES.

## Statistik
| År   | Antal besökare |
| ---- | -------------- |
| 2010 | 655 st         |
| 2011 | 1337 st        |
| 2012 | 1700 st        |
| 2013 | 2805 st        |
| 2014 | 3600 st        |
| 2015 | 3800 st        |
| 2016 | Inställt       |
| 2017 | -              |

## Fotnoter
1. ↑  ”Eurogamer besöker retrospelmässan 2012” Arkiverad 8 juni 2012 hämtat från the Wayback Machine. Eurogamer.se. Läst 2012-07-16.
2. ↑  ”P3 Spel besöker retrospelmässan” Sverigesradio.se, P3 Spel. Läst 2012-07-16.